# 許世昌 (弘治舉人)
許世昌（15世紀—16世紀），字順德，陝西西安府同州澄城縣人，匠籍，明朝政治人物。

## 生平
許世昌是弘治十七年（1504年）甲子科陝西鄉試舉人，授太和知縣，以政績轉為開封通判，再陞順慶同知，當時四川饑荒，他悉心賑濟，又向朝廷請求給予牛種；府城多次因水災崩塌，人民苦於歲役，他開闢河渠到西山疏通，又奉詔平定涪州小河盜賊，獲賞銀二十兩。
不久他請求辭官終養父母，其後起用為承天同知，代理知府事務，正值明世宗南巡，他連夜改建陵寢、增建司衛，以勞累患病去世。

## 引用
1. 1 2  咸豐《澄城縣志·卷十三·人物一》：許英，字文傑，成化戊戌進士……子世昌，字順德，宏治甲子舉人，任太和知縣，以績轉開封府通判，陞順慶同知，時蜀饑，世昌悉力賑捄，又請當道給牛種，府城屢崩于水，民苦歲役，世昌開渠西山以洩之，奉檄勦平涪州小河群盜，欽賞銀二十兩，已疏請終養，起復承天，攝行太守事，值世宗南巡，夙夜拮据，又改建陵寢，增建司衛，遂以勞遘疾而卒。世昌子士，例貢生，未仕。
2. ↑  咸豐《澄城縣志·卷十一·選舉》：明舉人……許世昌，戶部郎中英子，（弘治十七年）甲子科，安徽太和縣知縣，陞開封府通判，順慶、承天同知。